# 香港新春花車巡遊

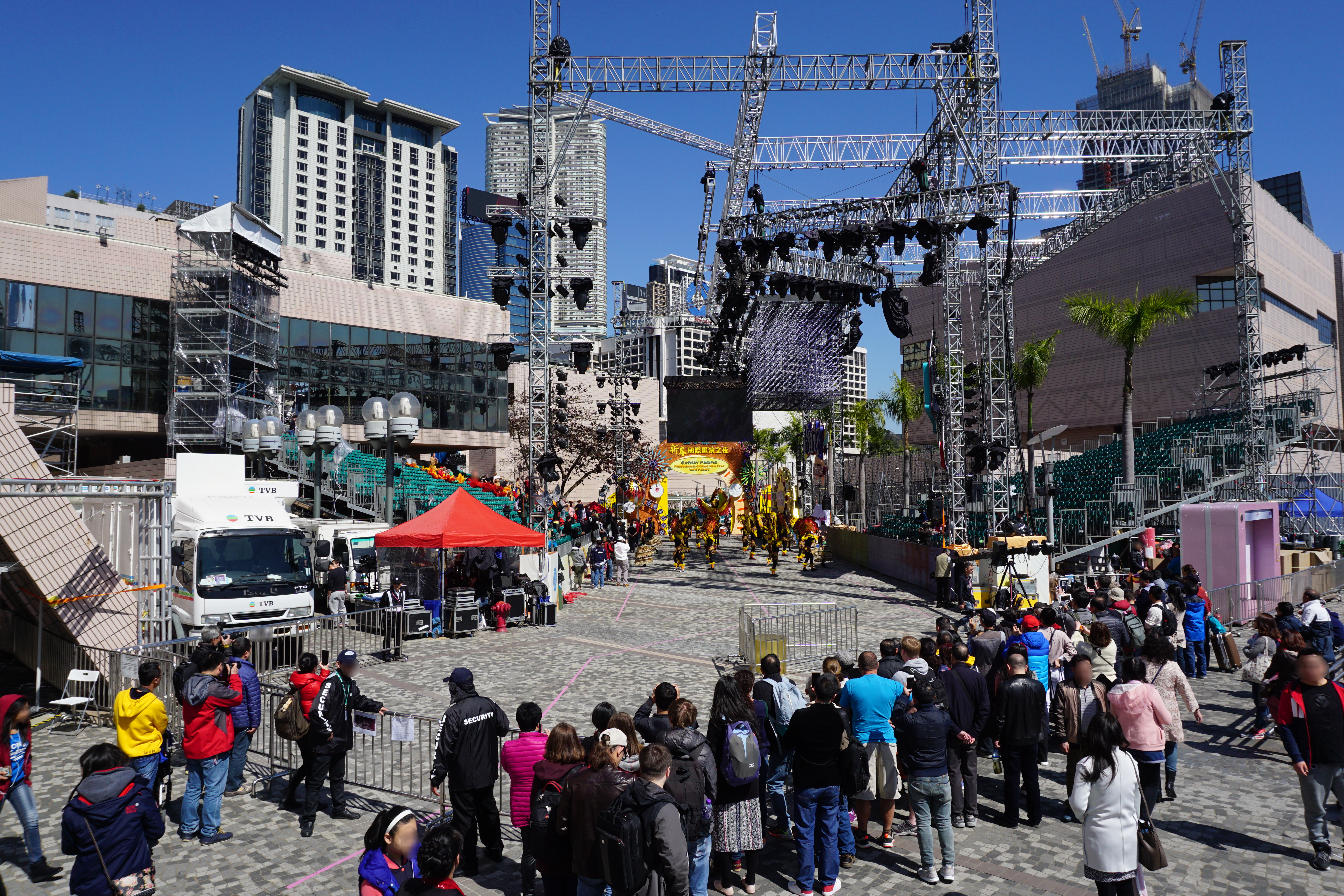
國泰航空新春國際匯演之夜（日間綵排）

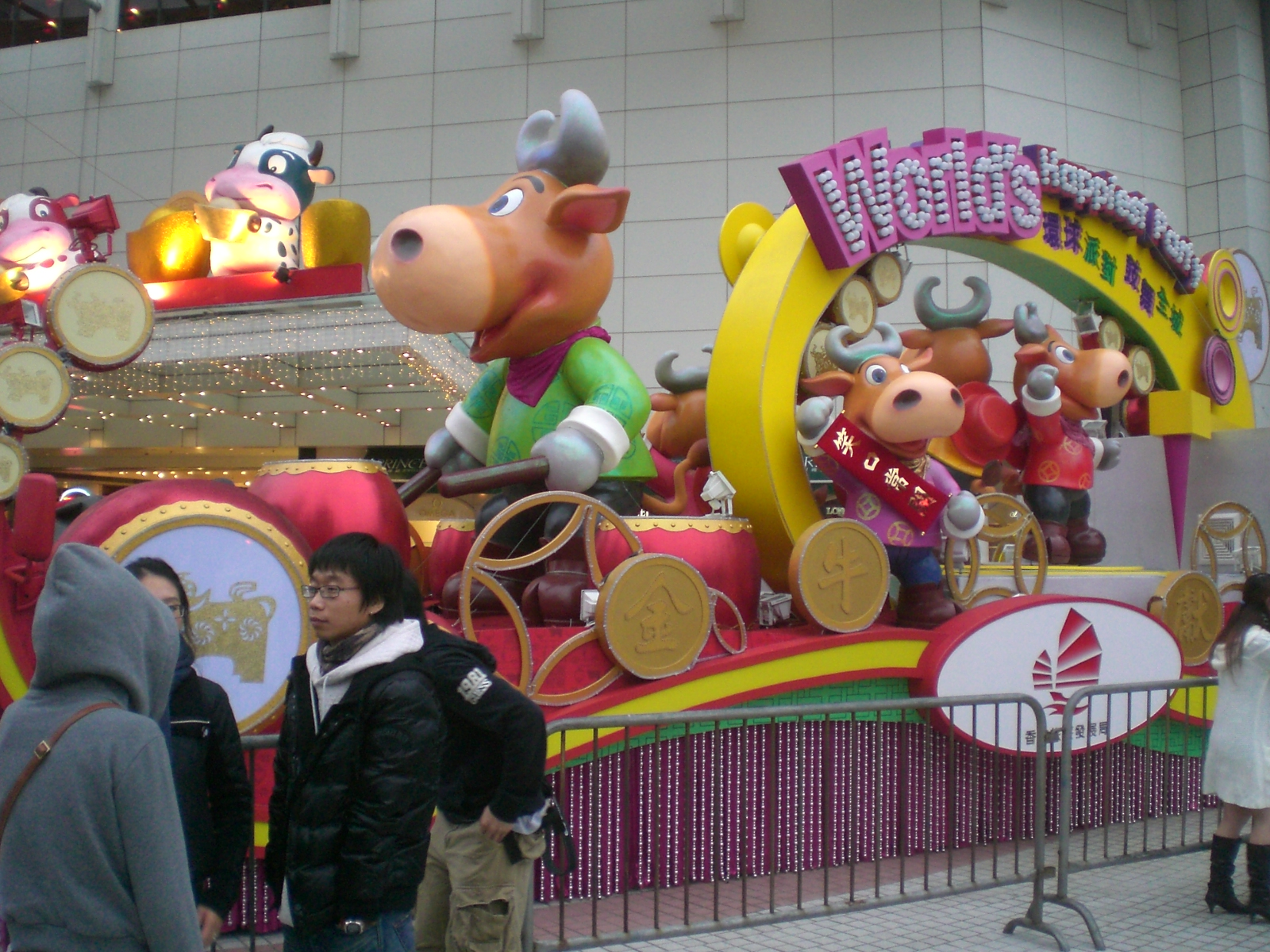
2009年香港新春花車巡遊（花車）

《香港新春花車巡遊》（Hong Kong International Chinese New Year Parade），為由香港旅遊發展局於1996年起每年農曆大年初一所舉辦的一個賀歲花車巡遊節目，為香港市民及海內外遊客送上新春的歡樂。1996至1998年名為《新世界電話繽紛巡遊賀新歲》，1999至2003年名為《國泰航空繽紛巡遊賀新歲》，2004至2019年為《國泰航空新春國際匯演之夜》。2024年更名為《國泰新春國際匯演之夜》。而以香港為家的太古集團旗下之國泰航空贊助香港新春花車巡遊由1999年至2019年。2024年，再次由國泰贊助。
2020年，因應香港反修例運動及突如其來的新冠肺炎疫情，香港當局宣布取消所有香港新春活動，到2024年因應政府推廣「香港夜繽紛」才復辦 。

## 背景
香港首次舉辦花車巡遊匯演是在1969年的香港節， 之後這項花車巡遊再沒有在香港巡演至1996年。
香港新春花車巡遊於1996年開始舉辦，模式沿用了外國的一些著名花車巡遊，例如美國的元旦玫瑰花車巡遊，並配合香港的特色，於農曆新年期間舉行，為香港市民及外地遊客提供了一個嶄新的賀歲節目；而國泰航空則於1999年開始冠名贊助，每年均吸引數十萬香港市民及外地遊客到沿路兩旁觀賞。早年的花車巡遊是在大年初一下午在尖沙咀東舉行，其後改為在香港島添馬艦及灣仔北一帶舉行，其後為吸引更多的遊客，大會從2004年起把巡遊改於晚上舉行，此舉可以令花車上加上燈飾，以增強視覺效果。旅遊發展局將2004年及2007年以後的巡遊安排於尖沙咀舉行，而2005年及2006年的巡遊則安排於添馬艦及灣仔北一帶舉行。
經過了多年的發展，花車巡遊已成為國際級的盛事，並聯同賀歲煙花匯演等賀歲節目，令香港成為澳門及全球慶祝農曆新年的焦點所在，而專門出版國際旅遊指南的寂寞星球出版社（Lonely Planet），旗下所出版的《Bluelist》雜誌亦於2006年末將香港農曆新年列作「全球最值得欣賞的娛樂盛事」之一；當中又以花車巡遊作為眾娛樂節目的焦點。旅遊發展局認為，這反映了香港農曆新年之各賀歲活動，已在全球確立了知名度，並吸引不少旅港遊客於農曆新年期間到訪香港。而花車巡遊也是香港旅遊發展局自成立以來，該局所舉辦的活動中，最受市民及遊客歡迎的活動之一。

## 主題
為配合時代的轉變，花車巡遊在每一年都有不同的主題。
- 2005年：「萬花齊放繽紛夜」，以比喻香港新春期間的賀歲活動像萬花筒一樣，既豐富又精彩。
- 2006年：「時刻發現精采香港」，以突顯香港深刻細緻及多元化的旅遊特色。
- 2007年：「歌舞鼓樂賀新禧」，多支國際表演隊伍以不同的鼓樂聯手演出，將巡遊變成具多元文化特色的街頭派對，並展現香港濃厚的國際色彩。
- 2008年：「全城躍動慶豐年」，沿著全新巡遊路線，以無限動感和活力，呈獻技驚四座的現場表演，歡慶鼠年的來臨。
- 2009年：「國際匯演之夜」；來自全球各地的花車美輪美奐，融合中西文化元素，配合多支享負盛名的海內外及本地表演隊伍，呈獻一場別開生面的國際花車巡遊表演。
- 2011-2012年：「國際都會 環球派對」
- 2013年：「happy@hongkong」
- 2014年：「環球派對 飛躍馬年」
- 2015年：「環球派對 精彩20年」
- 2016年：「環球樂園 新春派對」
- 2017-2019年：「開年.開運.開心」
- 2025：「如意新春喜樂連連」

## 媒體播放
除香港無綫電視翡翠台及港台電視32（2024年及2025年）外，多家香港境外的電子傳媒亦作現場直播或錄播，預計有三億人可以收看有關的節目。此外，香港旅遊發展局亦會將有關活動製成宣傳片，藉此宣傳香港的旅遊業。

## 巡遊前的準備
新春的花車巡遊是香港的一個大型活動，參與的各方在事前也需要作不少的準備工夫。

### 主辦單位
香港旅遊發展局需要在事前策劃好遊行的路線、時間等事宜，另外它亦需要安排於巡遊開始的地方安排觀眾的座位以及開幕及閉幕禮的事宜。

### 香港政府
警方將會封閉巡遊隊伍所途經的街道以便巡遊隊伍經過，而消防處亦會提高戒備，以便有突發事故發生時也可迅速應變。

### 表演團體
主辦團體會在巡遊前數天，讓表演團體在演出場地內練習，以便表演者熟習表演時的環境。

### 花車裝飾承辦商
花車裝飾的承辦商會把貨車改裝成花車以供巡遊之用，而有關的公司亦會安排司機駕駛花車。由於巡遊時正值農曆新年，大多數花車上的裝飾都會以賀年作主題，恭祝市民有美好的新一年。此外，花車的裝飾亦會配合表演團體在新一年的業務宣傳計劃，用以推廣所屬的表演團體。

## 觀賞地點
每年，大會在巡遊的起點架設觀眾席，市民可以到香港旅遊發展局的諮詢中心購買門票，每位約港幣200元，憑票可在巡遊當天的晚上到觀眾席欣賞巡遊。此外，觀眾亦可在巡遊路線的兩邊欣賞，但由於是免費的關係，不少人都會在巡遊當日的下午到場等候，弄得水洩不通。

## 開幕禮
開幕禮的儀式會於巡遊開始前在巡遊的起點舉行，首先會由香港特別行政區政府主要官員致詞、其後聯同香港旅遊發展局主席、其冠名贊助機構—國泰航空公司的主席或行政總裁，以及旅遊事務專員主持開幕儀式，預祝是次表演成功。隨後，第一隊表演團體便會出發，由於國泰航空公司是冠名贊助機構，故此該公司的巡遊隊伍會是第一隊表演團體。

## 遊行路線
在2006年，花車的巡遊路線是由添馬艦出發，經添美道南行、左轉夏慤道東行、左轉演藝道北行、右轉分域碼頭街東行、港灣道東行、菲林明道北行、會議道西行、博覽道北行並以博覽道中為終點。
2004年及2007年起花車的巡遊路線由香港文化中心廣場出發，途徑經廣東道北行、右轉九龍公園徑南行、左轉梳士巴利道東行再掉頭後，再返回香港文化中心為終點。在巡遊路線沿途，於廣東道新港中心門外及九龍公園徑與北京道交界設表演區。  （页面存档备份，存于）
2008年花車巡遊路線將會由香港文化中心廣場出發，途經梳士巴利道、到達麼地里掉頭、再沿梳士巴利道向尖沙咀碼頭方向前行、到新世界中心為終點站。

## 花車展覽
香港旅遊發展局在往年均會安排花車在巡遊之後作展覽，通常會在安排在添馬艦進行，而2004年及2007年以後在尖沙咀的巡遊，則安排在新世界中心外展出。2011年起則安排在大埔林村展開。

## 歷年資料

### 2006年
2006國泰航空新春國際匯演之夜於2006年1月29日香港時間晚上8時舉行，是次巡遊以「時刻發現精采香港」為題，總共有9部花車及31隊表演隊伍參加。
當晚的巡遊共分五個環節，分別是「時刻發現奇妙驚喜」、「時刻發現精采盛事」、「時刻發現源遠文化」、「時刻發現醉人風光」以及「時刻發現心動體會」，是次的巡遊活動亦成為了國泰航空公司為紀念其成立60週年的第一個慶祝活動。
在添馬艦的開幕禮場地上將採用新的觀眾席設計，並在舞台上設有60米長的巨型屏幕，利用投影技術以營造變化多端的視覺效果。在巡遊路線兩旁亦首次增設音響系統，並加強燈光效果以提升節慶氣氛。此外，大會亦安排一個香港團體「抱抱家族」擔任「動感大使」，以作助興。

#### 花車
9部花車分別為：
- 國泰航空公司
- 香港中旅（集團）有限公司
- 京畿觀光公社
- 香港迪士尼樂園
- 香港賽馬會
- 香港旅遊發展局
- 香港海洋公園
- 廣州市旅遊局
- 泰國政府旅遊局

| - 墨西哥步操樂隊 - 日本秋田市竿燈會 - 捷克儀仗啦啦隊 - 韓國京畿道 - 意大利花式舞旗手 - 馬耳他旅遊局 - 傳統威尼斯華麗面具嘉年華 - 美國費城飛鷹啦啦隊及吉祥物 - 加拿大皇家騎警E分隊及皇家砲兵第15旅騎兵團樂隊 - 日本琉球國節日鼓舞 - 南非舞蹈團 - 中國廣州市旅遊局 - 泰國政府旅遊局 - 澳洲/新西蘭毛利族文化表演團 - 美國加州大學步操樂隊 | - 庇理羅士女子中學及閩僑中學聯隊 - 陳紹傑舞蹈概念 - 卓嘉體育會 - 香港海關 - 奇藝匯娛樂製作有限公司 - 夏德建國術會 - 香港中國國術總會 - 香港敲擊樂中心 - 香港警察樂隊 - 香港少青步操樂團及港九街坊婦女會孫方中小學上午校步操樂團 - 香島舞蹈會 - 王仁曼芭蕾舞學校 - 鄭任安夫人千禧小學 - 順德聯誼總會胡少渠紀念小學、內蒙古少年宮舞蹈聯隊 - T&Y創作坊 |

### 2007年
2007國泰航空新春國際匯演之夜於2007年2月18日香港時間晚上8時舉行，是次巡遊以「歌舞鼓樂賀新禧」為題，總共有13部花車及27隊表演隊伍參加。
當晚的巡遊以鼓樂作主線。巡遊開始時，來自九個國家的及香港本地的表演隊伍，將聯手以不同地域風格的鼓樂合奏作表演序幕，是而該年巡遊的一大特色。
在巡遊路線上，旅發局於沿線設置數個大型屏幕，讓觀眾能以多角度觀看巡遊的實況，而廣東道上則設置了更多的
燈光及音響設施以加強現場觀眾的視聽效果。此外，大會亦安排百多名「動感大使」，於巡遊期間派發吹氣棒，並於沿途帶動現場氣氛，以作助興。

#### 花車
13部花車分別為：
- 國泰航空公司
- 香港中旅（集團）有限公司
- 海南省旅遊局
- 恆基兆業地產集團
- 香港迪士尼樂園
- 香港賽馬會
- 香港旅遊發展局
- 昂坪360
- 香港海洋公園
- 香港「優質旅遊服務」計劃
- 麗星郵輪
- 新鴻基地產發展有限公司
- 泰國政府旅遊局

| - 西班牙阿拉伯表演團 - 美國亞利桑那州啦啦隊及吉祥物 - 紐西蘭帝後高蹺舞蹈團 - 西班牙佛林明高舞蹈團 - 美國費城法林格弦樂隊 - 中國海南省旅遊局 - 韓國京畿道 - 南非誇祖魯–納塔爾省珍寶文化舞蹈團 - 日本黑崎祇園山笠 - 西班牙太陽表演團 - 紐西蘭皇家空軍奧克蘭樂隊 - 日本仙台雀跳舞團–仙台七夕飾 - 瑞士妙趣樂隊 - 泰國政府旅遊局 - 中國雲南省旅遊局 | - 陳紹傑舞蹈概念 - 卓嘉體育會 - 毛妹芭蕾舞學校 - 香港海關 - 小燕子舞蹈團 - 夏德建國術會 - 香港中國國術龍獅總會 - 香港警察樂隊 - 香港特區鼓號樂團及步操樂團協會–香島步操樂團 - 香島舞蹈會 - 王仁曼芭蕾舞學校 - 博愛醫院陳國威小學 - 韻姿舞蹈工作坊 - T & Y 創作坊 |

### 2008年
2008國泰航空新春國際匯演之夜於2008年2月7日年初一香港時間晚上8時舉行，今年香港旅遊發展局的花車巡遊改用新巡遊路線，從尖沙咀文化中心出發，沿梳士巴利道前行至麼地里，再轉彎折返新世界中心。

#### 花車
11部花車分別為：
- 國泰航空公司
- 香港中旅（集團）有限公司
- 喜運佳鐘錶集團
- 海南省旅遊局
- 香港迪士尼樂園
- 香港賽馬會
- 香港旅遊發展局
- 知識產權署
- 香港海洋公園
- 麗星郵輪
- 泰國政府旅遊局

| - 波羅的海奇藝坊 - 西班牙太陽花舞蹈團 - 法國奇幻鴕鳥隊 - 中國海南省旅遊局 - 澳洲手舞足蹈活力樂隊 - 日本岡山市舞蹈團 - 韓國兒童跆拳道 - 美國三藩市淘金啦啦隊及吉祥物 - 波里尼西亞大溪地火舞團 - 泰國政府旅遊局 - 美國加州大學步操樂隊 - 中國湛江吳川飄色隊 | - 陳紹傑舞蹈概念 - 卓嘉體育會 - 香港美容業總會 - 夏國璋龍獅團 - 香港警察樂隊 - 香港特區鼓號樂團及步操樂團協會–香島步操樂團及閩僑步操樂團 - 香島舞蹈會 - 王仁曼芭蕾舞學校 - 博愛醫院陳國威小學 - T & Y 創作坊 - 韻姿舞蹈工作坊 - 長洲惠海陸同鄉有限公司 - 香港中國國術龍獅總會 |

### 2009年
2009國泰航空新春國際匯演之夜於2009年1月26日年初一香港時間晚上8時在尖沙咀舉行，是年的巡遊遊路線與上年2008年大致相同，由尖沙咀文化中心出發，沿梳士巴利道前行至麼地里，再轉彎折返新世界中心。

#### 花車
13部花車分別為：
- 國泰航空公司《國泰伴您 聯繫世界》
- 香港中旅（集團）有限公司《中旅與您迎金牛 鼓樂飛揚慶新春》
- 海南省旅遊局《陽光海南島》
- 香港迪士尼樂園《福到滿城賀金牛》
- 香港2009東亞運動會《體育盛事同見證》
- 香港賽馬會《馬會惠香港》
- 香港旅遊發展局《環球派對 鼓舞全城》
- 澳門特別行政區政府旅遊局《感受澳門》
- 米芝蓮亞洲(香港)有限公司《Michelin與你 為世界添上綠色色彩》
- 昂坪360《「昂坪360」精彩大嶼山之旅》
- 西班牙海盜花車《趣怪海盜與寵物八爪魚》
- 韓國首爾市政府《亂打樂韻宣揚環保》
- 泰國政府旅遊局《泰國政府旅遊局 驚喜璀璨48年》

| - 日本秋田市竿燈會 - 澳洲歡樂啦啦隊 - 美國墨西哥民俗舞蹈團 - 俄羅斯莫斯科軍校樂團 - 西班牙瑰麗舞團 - 南非演藝文化體育舞蹈團 - 丹麥森巴熱舞團 - 日本靜岡親善大使隊 - 中國四川省旅遊局 - 日本涉川市肚臍祭舞蹈團 - 泰國政府旅遊局 - 美國華盛頓火紅啦啦隊 - 中國新疆維吾爾自治區旅遊局 | - 碧華舞蹈團 - 陳紹傑舞蹈概念 - 卓嘉體育會 - 毛妹芭蕾舞學校 - 夏國璋龍獅團 - 香港中國國術龍獅總會 - 香港步操管樂協會《香港青年步操樂團（藍天軍）》 - 香港道教聯合會學校 - 香島舞蹈會 - 鍾詠賢芭蕾舞學校 - 王仁曼芭蕾舞學校 - 南少林添師國術會 - 韻姿舞蹈工作坊 |

### 2010年
2010年國泰航空新春國際匯演之夜於2010年2月14日大年初一香港時間晚上8時。今年的花車巡遊路線有點更改，從九龍尖沙咀香港文化中心廣場出發，沿廣東道前行往海防道，然後右轉至彌敦道，再左轉至梳士巴利道，最後以新世界中心為終點。

#### 花車
14部花車分別為：
- 國泰航空公司 《國泰航空 關懷社群》
- 香港中旅（集團）有限公司 《大紅燈籠耀香江，旅遊興旺展新姿》
- 海南省旅遊局 《陽光海南 度假天堂》
- 香港迪士尼樂園 《香港迪士尼樂園幸福快車》
- 香港賽馬會 《馬不停蹄運財花車》
- 香港國家地質公園
- 香港旅遊發展局 《虎年興旺　節慶連連》
- 澳門特別行政區政府旅遊局 《感受澳門》
- 昂坪360 《昂坪360「祈福行大運之旅」賀歲花車》
- 香港海洋公園 《海洋公園甜蜜蜜大團拜》
- 優質旅遊服務協會-1 《優質零售飲食商戶 百業興旺喜迎春》
- 優質旅遊服務協會-2 《優質中藥商戶 貨如輪轉慶豐年》
- 韓國首爾市政府 《海洋生態婚禮巡遊表演》
- 泰國政府旅遊局 《四面風“采”》

| - 義大利旗幟儀仗隊 - 俄羅斯民族舞蹈團 - 中國海南省旅遊局 - 日本關西親善大使啦啦隊 - 日本盛岡Sansa舞蹈團 - 英國諾丁山嘉年華 - 法國體藝消防員 - 比利時邁徹特皇家高蹺表演團 - 美國聖地牙哥電光啦啦隊及吉祥物 - 英國賽德伯青年管樂團 - 瑞士老虎樂團 - 泰國政府旅遊局 - 美國巴西舞蹈團 | - 激鼓樂社 - 張強國術總會 - 毛妹芭蕾舞學校 - 酷-舞蹈工作室 - 香港中國國術龍獅總會 - 香港帝皇體育會 - 香港鄧肇倫龍獅團 - 印度華麗歌舞團 - 香島舞蹈會 - 鍾詠賢芭蕾舞學校 - 王仁曼芭蕾舞學校 - 舞道 - SDM爵士芭蕾舞學院 - INFINITY DANCE STUDIO |

### 2011年

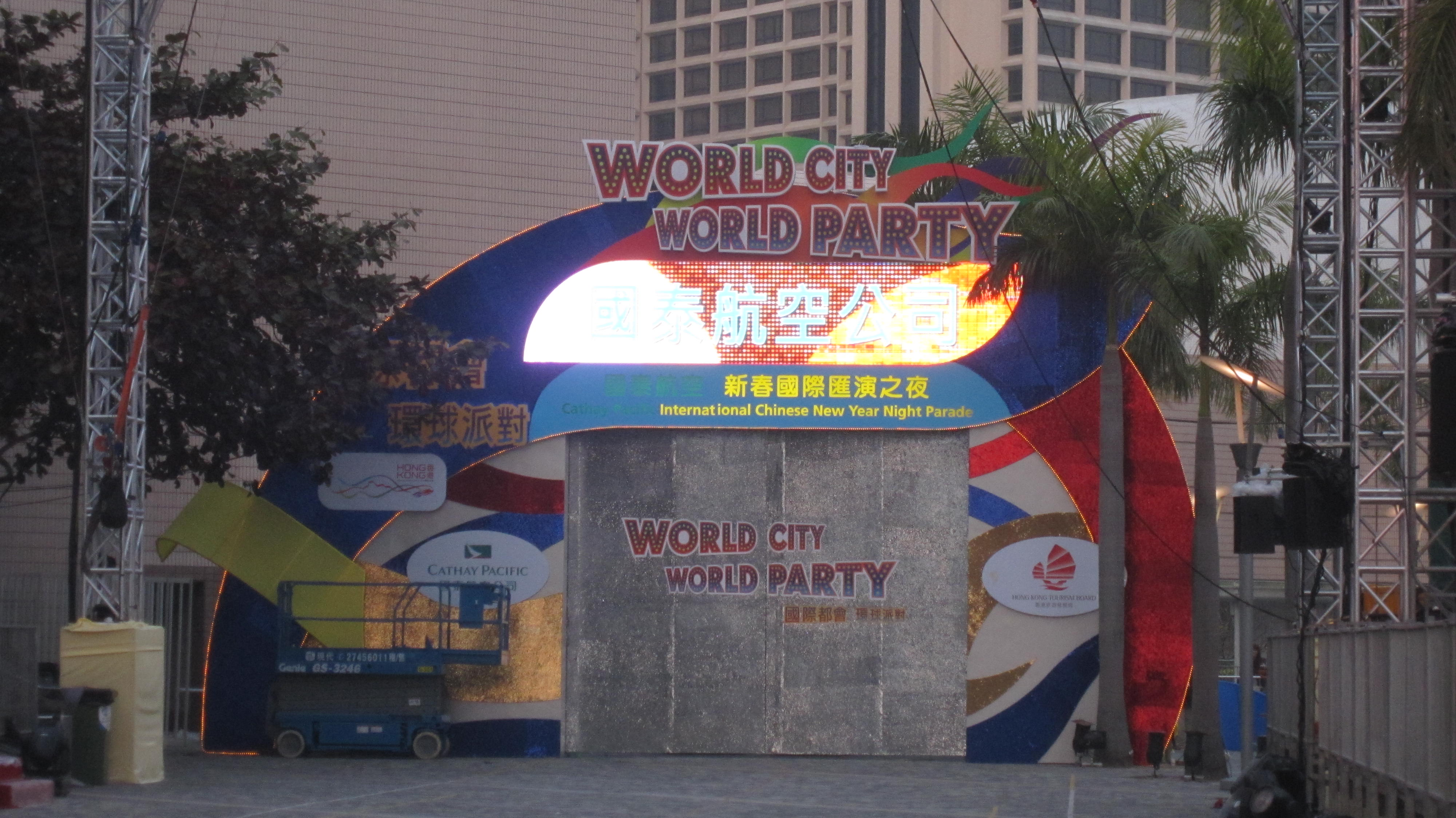
該年度的巡遊起點

2011年國泰航空新春國際匯演之夜於2011年2月3日大年初一香港時間晚上8時在尖沙咀舉行。

#### 花車
13部花車分別為：
- 香港賽馬會
- 香港海洋公園
- 國泰航空公司*
- 香港迪士尼樂園*
- 海南省旅遊局*
- 秦國旅遊局*
- 澳門特區政府旅遊局*
- 漁類統營處及蔬菜統營處*
- 香港鍾錶業總工會*
- 香港旅遊發展局*
- 中國電信*
- 香港中旅*
- 優質旅遊服務協會*

（有星*者會在大埔林村作展覽）
（海洋公園的花車在海洋公園裏展覽）

#### 國際表演隊伍
- 韓國Drumcat（女士敲擊表演）*
- 中國海南省旅遊局（中國舞蹈表演）
- 日本九州新幹線氣球（大型火車氣球）*
- 美國約翰波魯高校音樂團（音樂劇）*
- 日本鹿兒島祇園祭女神輿（日本特色神輿表演）*
- 英國森巴舞團（森巴舞）*
- 美國路易斯安那州立大學啦啦隊（啦啦隊）*
- 捷克儀仗啦啦隊（儀仗啦啦隊）
- 秘魯較剪舞蹈團（秘魯傳統舞蹈）*
- 中國山西省霍州「威風鑼鼓」（中國鼓樂）*
- 台灣飛樂鈴揚藝術表演團（雜技）*
- 泰國政府旅遊局（泰國傳統舞蹈）

（有星*者為首次參與）

#### 本地表演隊伍
- 毛妹芭蕾舞學校（芭蕾舞及爵士舞）
- 香港中國國術龍獅總會（舞龍表演）
- 香港花式跳繩會（花式跳繩）*
- 香港特區鼓號樂團及步操樂團協會 -香島、閩僑及普音聯合樂團（步操樂隊）
- 香港鄧肇倫龍獅團（舞龍舞獅）
- 彈網理念/田家炳中學（彈網表演）*
- Infinity Dance Studio（HIP HOP 舞蹈）*
- 香島舞蹈會（HIP HOP 舞蹈）
- 王仁曼芭蕾舞學校（芭蕾舞及爵士舞）
- Neverland Dance House（HIP HOP 舞蹈）*
- SDM羅逸雅爵士芭蕾舞學院（爵士舞及HIP HOP 舞蹈）

（有星*者為首次參與）

### 2012年
2012年國泰航空新春國際匯演之夜於2012年1月23日大年初一香港時間晚上8時在尖沙咀舉行。

### 2013年
第18屆「國泰航空新春國際匯演之夜」於2013年2月10日大年初一香港時間晚上8時舉行。今年的花車巡遊路線有點更改，從尖沙咀香港文化中心廣場出發，沿廣東道、海防道及彌敦道前行，以香港喜來登酒店為終點。

#### 花車
13部花車分別為：
- 國泰航空公司 《國泰喜願傳世界》
- 昌興集團 《孖人．家．香港》
- 中國國家旅遊局 《美麗中國.2013中國海洋旅遊年》
- 中華電力 《中電綠適動力．與你燃點生活力量》
- 香港鐘錶業總會 《掌舵鐘錶世代》
- 恆生銀行《金銀滿屋》
- 香港迪士尼樂園 《金年有福》
- 香港賽馬會 《馳騁國際耀香江》
- 香港旅遊發展局 《happy@hongkong》
- 澳門特別行政區政府旅遊局 《感受澳門 動容時刻》
- 香港海洋公園 《海洋公園 滿園吉慶轉乾坤》
- 優質旅遊服務協會 《國際華麗舞台　優質品牌薈萃》
- 崇光（香港）百貨有限公司 《新春喜悅 ─ 圓滿祝願》

| - 澳洲帝后高蹺舞蹈團 - 玻利維亞民族舞蹈團* - 中國天津濱海飛察龍獅團* - 愛沙尼亞滾軸表演團* - 愛爾蘭堂皇劇社* - 日本東京高圓寺阿波踴協會* - 韓國Drumcat 鼓樂隊 - 波蘭青年步操樂隊* - 俄羅斯莫斯科綜藝表演團* - 西班牙太陽舞蹈團 - 英國國際陽光藝術團* - 美國西雅圖海鷹啦啦隊及Blitz* | - 全劇場* - 家燕媽媽藝術中心* - Honey bees* - 李行齊國際魔術 - 張強國術總會 - DANCETRINITY Studio Salsa Team* - 香港中國國術龍獅總會 - 香港花式跳繩會 - 赤龍鼓號樂團 - 香港青年步操樂團（藍天軍） - Infinity Dance Studio - 王仁曼芭蕾舞學校 - SDM 爵士芭蕾舞學院 - Trickstation* |

（有星*者為第一次參加）

#### 街頭派對表演隊伍
- 香港手風琴藝術團*
- 毛妹芭蕾舞學校
- 謝慧玲舞蹈學院
- Here We Yo! 香港專業搖搖團隊*
- 香港高地風笛隊*
- 東方風笛隊*
- 香港青年步操樂團（藍天軍）
- 鍾詠賢芭蕾舞學校
- OULAMII SOOJ 非洲鼓樂舞蹈學院*
- 珀珈斯樂團*

### 2014年
第19屆「國泰航空新春國際匯演之夜」於2014年1月31日大年初一香港時間晚上8時舉行。

### 2015年
第20屆「國泰航空新春國際匯演之夜」於2015年2月19日大年初一香港時間晚上8時舉行。

### 2016年
第21屆「國泰航空新春國際匯演之夜」於2016年2月8日大年初一香港時間晚上8時舉行。

### 2017年
第22屆「國泰航空新春國際匯演之夜」於2017年1月28日大年初一香港時間晚上8時舉行。

### 2018年
第23屆「國泰航空新春國際匯演之夜」（英語：International Chinese New Year Night Parade）於2018年2月16日年初一香港時間晚上8:00至9:45舉行。本年口號是：「開年、開運、開心」。在花車巡遊開始前，先有「鼓舞歡騰響全球」表演。

#### 花車
- 國泰航空公司

如意結聚慶團圓
- 中國建設銀行（亞洲）股份有限公司

建行（亞洲）「建福號」新春載福啓航
- 中華人民共和國國家旅遊局

美麗中國 —— 2018全域旅遊年
- 香港迪士尼樂園

轉轉狗年賀新春
- 香港賽馬會

駿程萬里賀新春
- 香港旅遊發展局

開年 開運 開心
- 澳門特別行政區政府旅遊局

感受澳門無限式
- 香港海洋公園

海洋公園「威威與好友」新春派對
- 優質旅遊服務協會

優質匯聚 福犬迎春賀豐年

#### 國際表演隊伍
- 中國海南女子水晶樂團
- 中國汕頭市雜技團
- 捷克喜劇魔法師及特技球手
- 法國卡巴萊歌舞團
- 日本超視覺雜耍團
- 日本京都學生祭典表演隊
- 日本Sanrio明星隊
- 日本單輪車喜劇組合
- 韓國Kakao Friends
- 荷蘭繽紛巡遊馬戲團
- 台灣鈴式主義
- 美國費城弦樂勁旅
- 美國西雅圖海鷹啦啦隊
- XPOGO 美國極限彈跳隊

#### 本地表演隊伍
- 李行齊國際魔術
- 專業舞蹈團
- BLS 香港韓風舞蹈中心
- 香港中國國術龍獅總會
- 香港張強國術總會
- 香港陽江義工團
- 香港專業花式跳繩學校
- Infinity Dance Studio
- 王仁曼芭蕾舞學校
- 赤煉．一鳴．鼓動
- 珀珈斯樂團
- TriForce

### 2019年
第24屆「國泰航空新春國際匯演之夜」（英語：International Chinese New Year Night Parade）於2019年2月5日年初一香港時間晚上8:00至9:45舉行。

### 2020年至2023年（停辦）
本次節目在2020年1月23日（年廿九）由香港特别行政區政府獨立委員會宣布取消。因香港在2020年爆發首例2019新型冠狀病毒，香港繼澳門後全面取消農曆新年慶祝活動。另外，因在2019年下旬香港爆發反送中運動，香港特別行政區爲了安全起見，在2020年1月15日宣布取消香港賀歲煙花匯演。
2021年，鑑於2019冠状病毒病在香港有擴散跡象，並且爆發第四波疫情，旅發局在2020年12月4日宣布取消在2021年2月12日（大年初一）的新春巡遊匯演，並取消賀歲煙花匯演，香港新春活動連續兩年取消。
2022年，受第五波疫情爆發影響，香港防疫措施甚嚴，加上外地疫情有反彈。香港旅發局為審慎起見，香港所有新春活動將會取消，包括花車巡遊、新春嘉年華、香港賀歲煙花匯演及香港許願節。
2023年，旅發局於新春期間舉行《兔躍香港迎新春》活動，只在維港兩岸設置兔年節日燈飾，香港新春花車巡遊連續四年取消。

### 2024年
2024香港新春花車巡遊於2024年2月10日（大年初一）舉行。

### 2025年
2025香港新春花車巡遊於2025年1月29日（大年初一）舉行。

## 重大事故
在1997年2月7日巡遊進行期間，一架由香港明天更好基金會贊助的花車因通風不良，廢氣倒流入駕駛室內。司機吸入過量一氧化碳後昏迷，行駛中的花車失控衝入人群。一名英國遊客死亡，另外有31人受傷。從此，花車的駕駛室都不是密封的。

## 對香港賀歲文化的影響及價值
香港的新春花車巡遊至今舉辦了逾21年，普遍市民和旅客都對該活動感到滿意，而在香港境外的中外傳媒亦會報道有關的活動。故此有關的活動成為了賀歲盃足球賽、年宵市場、賀歲煙花匯演及到沙田車公廟祈福外，另一個香港市民的賀歲活動。
2020至2023年，受2019冠狀病毒病疫情影響，香港官方唯一的賀歲的活動是賀歲賽馬日。此項目一直舉辦至今。

## 歷年主持及演出（無綫電視）
1996年開始的新春花車巡遊，均由無綫電視安排在翡翠台直播。
有關2020年新春花車巡遊，按照ViuTV發佈的未來節目表，本來預留了當日20:00-20:45時段直播《新春花車巡遊》，並會於之前的星期一至五19:55-20:00播映前奏節目《花車巡遊 mini》。但因旅發局將尖沙咀舉行的花車巡遊改為於西九文化區舉辦賀歲嘉年華，ViuTV直播花車巡遊的安排最終告吹（未知是否ViuTV主動放棄直播權），改由無綫電視直播賀歲嘉年華。惟最後因2019冠状病毒病嚴峻及香港局勢，故此香港所有新春活動宣佈取消。
| 節目名稱                                            | 主持                                                             | 演出 |                                          |                                          |                                          |                                          |                                          |
| 1996新世界電話繽紛巡遊賀新歲                        |                                                                  | |                                          |                                          |                                          |                                          |                                          |
| 1997新世界電話繽紛巡遊賀新歲                        | 梁思浩                                                           | |                                          |                                          |                                          |                                          |                                          |
| 1998新世界電話繽紛巡遊賀新歲                        |                                                                  | |                                          |                                          |                                          |                                          |                                          |
| 1999國泰航空繽紛巡遊賀新歲                          | 鄭丹瑞、劉倩怡                                                   | 馬浚偉、陳松伶 |                                          |                                          |                                          |                                          |                                          |
| 2000國泰航空繽紛巡遊賀新歲                          |                                                                  | |                                          |                                          |                                          |                                          |                                          |
| 2001國泰航空繽紛巡遊賀新歲                          |                                                                  | |                                          |                                          |                                          |                                          |                                          |
| 2002國泰航空繽紛巡遊賀新歲                          |                                                                  | 蔡卓妍、鍾欣潼 |                                          |                                          |                                          |                                          |                                          |
| 2003國泰航空繽紛巡遊賀新歲                          |                                                                  | |                                          |                                          |                                          |                                          |                                          |
| 2004國泰航空新春國際匯演之夜                        |                                                                  | |                                          |                                          |                                          |                                          |                                          |
| 2005國泰航空新春國際匯演之夜                        | 鄧梓峰、丘凱敏                                                   | |                                          |                                          |                                          |                                          |                                          |
| 2006國泰航空新春國際匯演之夜                        | 鄧梓峰、楊婉儀                                                   | |                                          |                                          |                                          |                                          |                                          |
| 2007國泰航空新春國際匯演之夜                        | 鄧梓峰、陳芷菁                                                   | |                                          |                                          |                                          |                                          |                                          |
| 2008國泰航空新春國際匯演之夜                        | 鄧梓峰、陳芷菁、蔡淇俊、 黃長興、袁偉豪、姚子羚、 彭冠期、何傲兒 | |                                          |                                          |                                          |                                          |                                          |
| 2009國泰航空新春國際匯演之夜                        | 李浩林、陳芷菁                                                   | |                                          |                                          |                                          |                                          |                                          |
| 2010國泰航空新春國際匯演之夜                        | 李浩林、陳芷菁                                                   | 小虎隊、蕭正楠、周美欣、敖嘉年、羅天宇、單俊偉、陳自瑤、李亞男、狄易達、黃長興、胡定欣、高鈞賢、苟芸慧、農 夫、樂 瞳、王若琪、4PANDA、Square |                                          |                                          |                                          |                                          |                                          |
| 2011國泰航空新春國際匯演之夜                        | 李浩林、陳芷菁、李綺雯、 李璧琦                                  | 沈卓盈、沈震軒、胡諾言、郭田葰、陳詩慧、鄧永健 |                                          |                                          |                                          |                                          |                                          |
| 2012國泰航空新春國際匯演之夜 （页面存档备份，存于） | 陳芷菁、黃長興、李璧琦、 敖嘉年                                  | |                                          |                                          |                                          |                                          |                                          |
| 2013國泰航空新春國際匯演之夜 （页面存档备份，存于） | 李浩林、陳芷菁、郭田葰、 宋熙年                                  | |                                          |                                          |                                          |                                          |                                          |
| 2014國泰航空新春國際匯演之夜 （页面存档备份，存于） | 李浩林、陳芷菁、郭田葰、 宋熙年                                  | 王君馨、阮兆祥、馬 賽、敖嘉年、陳明恩、陳庭欣、鄭世豪、鄭俊弘 |                                          |                                          |                                          |                                          |                                          |
| 2015國泰航空新春國際匯演之夜                        | 李浩林、陳芷菁、郭田葰、 宋熙年                                  | 何傲兒、吳家樂、姚子羚、何雁詩、林師傑、天堂鳥、SIS樂印姊妹 |                                          |                                          |                                          |                                          |                                          |
| 2016國泰航空新春國際匯演之夜                        | 李浩林、陳芷菁、郭田葰、 麥美恩、祝文君                          | 陳凱琳、梁烈唯、黃心穎、張振朗、張秀文、林師傑、鄧永健、陳浚霆、陳靖雲、郭千瑜、葉家泓、董敬文 |                                          |                                          |                                          |                                          |                                          |
| 2017國泰航空新春國際匯演之夜 （页面存档备份，存于） | 陸浩明、朱凱婷、丁子朗、 鄧佩儀、祝文君                          | 楊明、李施嬅、黃長興、傅嘉莉、朱晨麗、陳國峰、黃子恆、簡淑兒、黎振燁、劉穎鏇 |                                          |                                          |                                          |                                          |                                          |
| 2018國泰航空新春國際匯演之夜                        | 陸浩明、陳貝兒、區永權、 姜麗文、祝文君                          | 林淑敏、許家傑、蔣家旻、傅嘉莉、蘇韻姿、袁文傑、張致恆、馬貫東、謝芷倫、阮政峰 |                                          |                                          |                                          |                                          |                                          |
| 2019國泰航空新春國際匯演之夜                        | 陸浩明、丁子朗、陳貝兒、 張寶兒、祝文君                          | 林淑敏、許家傑、歐瑞偉、蔣家旻、鄺潔楹、林秀怡、羅天宇、李偉健、郭子豪、張彥博 |                                          |                                          |                                          |                                          |                                          |
| 2020年至2023年                                      | COVID-19肆虐和2019年逃犯條例，所以停辦。                         | COVID-19肆虐和2019年逃犯條例，所以停辦。 | COVID-19肆虐和2019年逃犯條例，所以停辦。 | COVID-19肆虐和2019年逃犯條例，所以停辦。 | COVID-19肆虐和2019年逃犯條例，所以停辦。 | COVID-19肆虐和2019年逃犯條例，所以停辦。 | COVID-19肆虐和2019年逃犯條例，所以停辦。 |
| 2024國泰新春國際匯演之夜                            | 陸浩明、麥美恩、鄭衍峰、 陳懿德                                  | 炎明熹、鍾柔美、文凱婷、彭家賢、林智樂、侯雋熙、陳昊廷、劉詠彤、劉芷君、周吉佩、支嚳儀、李佳、羅啟豪、顏志恒、丁子朗、冼靖峰、黃奕斌、文佐匡、黃星綽、張鎬濂、余宗遙、方玉亨、區珀豪、黃嘉雯、蘇韻姿、劉溫馨、王菲、梁凱晴、關嘉敏、梁敏巧、鄧美欣、葉靖儀、謝采芝、陳熙蕊、鄧伊婷、姜嘉琳、姜依 |                                          |                                          |                                          |                                          |                                          |
| 2025國泰新春國際匯演之夜                            | 麥美恩、孔德賢、鄭衍峰、 林秀怡                                  | |                                          |                                          |                                          |                                          |                                          |

## 相關
- 無綫電視大年初一賀年節目
- 香港賀歲煙花匯演
- 澳門新春花車巡遊
- 香港旅遊發展局（1996）
- 國泰航空 1999-2019 
國 泰
- 新世界电讯（1996-1998）

## 外部連結
- 香港旅遊發展局網站 （页面存档备份，存于）
- 國泰航空新春國際匯演之夜2008
- 香港新春節慶 （页面存档备份，存于）（2017年的資料，旅發局）